# Eriauchenius ratsirarsoni
Eriauchenius ratsirarsoni är en spindelart som först beskrevs av Leon N. Lotz 2003.  Eriauchenius ratsirarsoni ingår i släktet Eriauchenius och familjen Archaeidae.
Artens utbredningsområde är Madagaskar. Inga underarter finns listade i Catalogue of Life.